# IC 3857
IC 3857 је елиптична галаксија у сазвјежђу Береникина коса која се налази на листи објеката дубоког неба у Индекс каталогу.
Деклинација објекта је + 19° 36' 25" а ректасцензија 12h 53m 56,1s. Привидна величина (магнитуда) објекта IC 3857 износи 16,0 а фотографска магнитуда 17,0.